# Palabra por palabra
Palabra por palabra fue un programa de televisión español de preguntas y respuestas, dirigido por Urbana Gil, que se emitía los sábados a las 15:30 por La 2 de Televisión Española y a través de las páginas web del Centro Virtual Cervantes. Se emitió entre el 15 de febrero del 2005 y el 10 de septiembre de 2011.
El programa fue creado por Federico García Serrano, que además lo dirigió hasta finales de 2007. Recoge el testigo de Al habla y mantiene sus mismas intenciones: jugar con las palabras, a partir del tradicional juego del diccionario. Se seleccionan vocablos y se hacen conjeturas con sus significados, de manera que el programa sirve a dos objetivos: el lúdico, para entretener, y el divulgativo, para reflexionar y obtener nuevos conocimientos.

## Presentadores y colaboradores
Los presentadores fueron Francine Gálvez, que conducía el juego, y Xosé Castro, que se encargaba de comunicar curiosidades, aclarar significados, normas y usos, así como distintos aspectos de la cultura popular que surgen en el mundo de las palabras. 
El equipo de producción estaba formado por estas personas:
| Directora:    | Urbana Gil                                     |  |
| Subdirectora: | Isabel Guillén                                 |  |
| Productor:    | Chema Uruñuela                                 |  |
| Guionistas:   | Urbana Gil, Isabel Guillén y M.ª Paz Argüelles |  |
| Redactor:     | M.ª Paz Argüelles                              |  |
| Música:       | Marwan                                         |  |

## Descripción
En cada programa compiten dos parejas de concursantes que deben averiguar el significado correcto de determinadas palabras, frases o expresiones. La pareja que obtiene mayor puntuación recibe como premio un fin de semana en un balneario, con los gastos pagados, incluido el desplazamiento en tren.

## Secciones del concurso

### La frase escondida
El programa empieza siempre a partir de un dicho popular, una frase hecha, un refrán, una adivinanza, o cualquier otra expresión común que forme parte de la cultura popular. En lugar de presentar la frase, aparecen en un panel tantas rayas como letras tenga (como en el juego del ahorcado) para que los concursantes vayan diciendo letras con el fin de adivinarla antes de que se termine el tiempo. Una ver concluido el tiempo de la prueba o cuando los concursantes la hayan resuelto, Xosé Castro Roig comenta alguna curiosidad sobre el origen y el uso popular de la expresión.

### Verdadero o falso
En esta sección, famosos personajes del mundo de la cultura, el espectáculo o la comunicación participan en el juego proponiendo palabras y definiciones que, a veces, son verdaderas y, a veces, falsas. En eso consiste la prueba, en determinar cuándo el personaje invitado dice o no la verdad.

### Palabras en la calle
En esta sección las cámaras salen a la calle y preguntan a los viandantes por el significado de palabras o expresiones (recogidas en el diccionario o extranjerismos) como, por ejemplo, metrosexual, biodegradable, minimalista, motu proprio o grosso modo, entre otras. Esto da lugar a las más pintorescas definiciones, en las que deben basarse cautamente los concursantes para indicar la única definición correcta.

### Palabras menudas
El programa tiene, además, su sección de niños, pues ellos también aportan su granito de arena para un juego que aspira a ser familiar y apto para todos los públicos. Los concursantes deben averiguar cuál el concepto que los niños definen con su particular forma de expresarse.

### Palabras inmigrantes
El espacio no se olvida de los inmigrantes hispanohablantes que están trayendo a España numerosas palabras de sus respectivos países, contribuyendo así al enriquecimiento de nuestra lengua y la asimilación del español de Hispanoamérica. Las cámaras salen a la calle y pedimos a inmigrantes hispanos que nos definan una palabra típica de su tierra y los concursantes deben averiguar si la definición es verdadera o falsa.

### El Museo de los Horrores
Se conserva la sección estrella del programa Al habla. En este programa, Xosé Castro colecciona en su Museo de los Horrores los más divertidos gazapos y disparates lingüísticos aparecidos en los diferentes medios de comunicación y enviados al programa por nuestros telespectadores, que se convierten así en vigilantes humorísticos del idioma.